# Brummana
Brummana (en árabe: برمانا) es una ciudad del Líbano, perteneciente al distrito de Metn, la distancia a Beirut es de 20 kilómetros, la altura sobre el nivel del mar es de 780 metros.

## Clima
El verano es generalmente seco en Brummana, la temperatura de verano rara vez supera los 30° C, con un límite inferior de alrededor de 20 °C , la humedad relativa del aire, en verano es de 68%. El invierno es húmedo y templado, con temperaturas que oscilan entre 5 °C y 18 °C, con nevadas ocasionales.

## Etimología
El nombre de la ciudad de Brummana, deriva del arameo, que probablemente significa la Cámara de Rammana, que era el dios del aire, de las tormentas y de los truenos. Se creía en la Antigüedad que el Dios Rammana vivió en el área que ahora es Brummana.

## Demografía
En Brummana viven varios grupos religiosos, aunque los cristianos, en su mayoría ortodoxos griegos, representan el 49%, y los maronitas católicos constituyen el 41% de la población, mientras que los drusos constituyen una minoría sustancial.

## Turismo
Brummana es uno de los principales centros de veraneo del Líbano debido a su clima relativamente fresco. Asentada en la cima de una colina con bosques de pino, la ciudad ofrece al visitante una visión espectacular de Beirut y del Mediterráneo. Brummana atrae a miles de turistas cada verano, deseosos de escapar del clima cálido y árido de los países del Golfo Pérsico. La población de Brummana asciende a 60.000 personas durante los meses de verano y en invierno los residentes permanentes son aproximadamente 15.000.